# Андреа Носай
Андреа Носай (угор. Andrea Noszály; нар. 7 січня 1970) — колишня угорська тенісистка.
Найвищу одиночну позицію світового рейтингу — 208 місце досягла 25 вересня 1989, парну — 202 місце — 5 серпня 1996 року.
Здобула 5 одиночних та 2 парні титули туру ITF.

## Фінали ITF
| Турніри $50,000 |
| Турніри $25,000 |
| Турніри $10,000 |

### Одиночний розряд: 7 (5–2)
| Результат | Ранг | Дата              | Турнір                               | Покриття  | Суперниця           | Рахунок  |
| --------- | ---- | ----------------- | ------------------------------------ | --------- | ------------------- | -------- |
| Перемога  | 1.   | 11 вересня 1988   | ITF Альяна, Італія                   | Ґрунт     | Чілла Бартош-Черепі | 6–2, 6–3 |
| Перемога  | 2.   | 17 жовтня 1988    | ITF Азорські острови, Португалія     | Тверде    | Гелена Дальстрем    | 6–1, 6–3 |
| Перемога  | 3.   | 7 травня 1989     | ITF Борнмут, Велика Британія         | Ґрунт     | Фадеріка Аумульєр   | 6–3, 6–0 |
| Поразка   | 1.   | 14 травня 1989    | ITF Лі-он-зе-Солент, Велика Британія | Ґрунт     | Кіміко Дате         | 4–6, 0–6 |
| Перемога  | 4.   | 10 вересня 1989   | ITF Альяна, Італія                   | Ґрунт     | Rosalba Caporuscio  | 7–6, 6–3 |
| Перемога  | 5.   | 13 вересня 1993   | ITF Задар, Хорватія                  | Ґрунт     | Петра Мандула       | 6–3, 6–3 |
| Поразка   | 2.   | 26 листопада 1995 | ITF Майорка, Іспанія                 | Ґрунт (i) | Кіра Надь           | 4–6, 3–6 |

### Парний розряд: 12 (2–10)
| Результат | Ранг | Дата              | Турнір                           | Покриття  | Партнерка            | Суперниці                              | Рахунок       |
| --------- | ---- | ----------------- | -------------------------------- | --------- | -------------------- | -------------------------------------- | ------------- |
| Поразка   | 1.   | 21 листопада 1988 | ITF Пфорцгайм, Західна Німеччина | Килим (i) | Анушка Попп          | Вера-Каріна Елтер Ева-Марія Шюргофф    | 4–6, 5–7      |
| Поразка   | 2.   | 9 квітня 1989     | ITF Барі, Італія                 | Ґрунт     | Ева-Марія Шюргофф    | Маріон Маруска Елена Пампулова         | w/o           |
| Поразка   | 3.   | 7 травня 1989     | ITF Борнмут, Велика Британія     | Ґрунт     | Керолайн Біллінгем   | Катаріна Бернстейн Фадеріка Аумульєр   | 0–6, 6–4, 2–6 |
| Поразка   | 4.   | 4 вересня 1989    | ITF Альяна, Італія               | Ґрунт     | Zuzana Witzová       | Кайлі Джонсон Кароліна Шнайдер         | 6–3, 1–6, 0–6 |
| Поразка   | 5.   | 22 квітня 1990    | ITF Турин, Італія                | Ґрунт     | Федеріка Бонсіньйорі | Їда Ей Сузанна Вібово                  | 5–7, 6–3, 4–6 |
| Перемога  | 1.   | 20 вересня 1993   | ITF Марсель, Франція             | Ґрунт     | Дафне Ван Де Занде   | Даллі Рандріантефі Наташа Рандріантефі | 6–0, 6–4      |
| Поразка   | 6.   | 29 Сер 1994       | ITF Марибор, Словенія            | Ґрунт     | Адріана Барна        | Катажина Теодорович Гелена Вілдова     | 5–7, 0–6      |
| Поразка   | 7.   | 11 вересня 1995   | ITF Karlovy Vary, Чехія          | Ґрунт     | Радка Пеліканова     | Сімона Галікова Квета Пешке            | 3–6, 4–6      |
| Перемога  | 2.   | 20 листопада 1995 | ITF Майорка, Іспанія             | Ґрунт     | Кіра Надь            | Дезіре Лойпольд Жуана Педрозу          | 6–4, 7–6      |
| Поразка   | 8.   | 24 червня 1996    | ITF Марибор, Словенія            | Ґрунт     | Кіра Надь            | Alida Gallovits Аліче Пірсу            | 4–6, 5–7      |
| Поразка   | 9.   | 16 вересня 1996   | ITF Боссонан, Швейцарія          | Ґрунт     | Фружина Сіклосі      | Наташа Рандріантефі Аліенор Трісеррі   | 4–6, 5–7      |
| Поразка   | 10.  | 7 жовтня 1996     | ITF Нікосія, Кіпр                | Ґрунт     | Нора Кевеш           | Петра Рацлавська Бланка Кумбарова      | 5–7, 2–6      |